# Схрейнемакерс, Францискус Антониус Хубертус
Схрейнемакерс Францискус Антониус Хубертус (нидерл. Schreinemakers  Franciskus; 1 сентября 1864 года, Рурмонд, Нидерланды — 1945 год, Рурмонд) — нидерландский физикохимик XIX—XX вв. Профессор Лейденского университета.

## Биография
Родился в Рурмонде 1 сентября 1864 года.

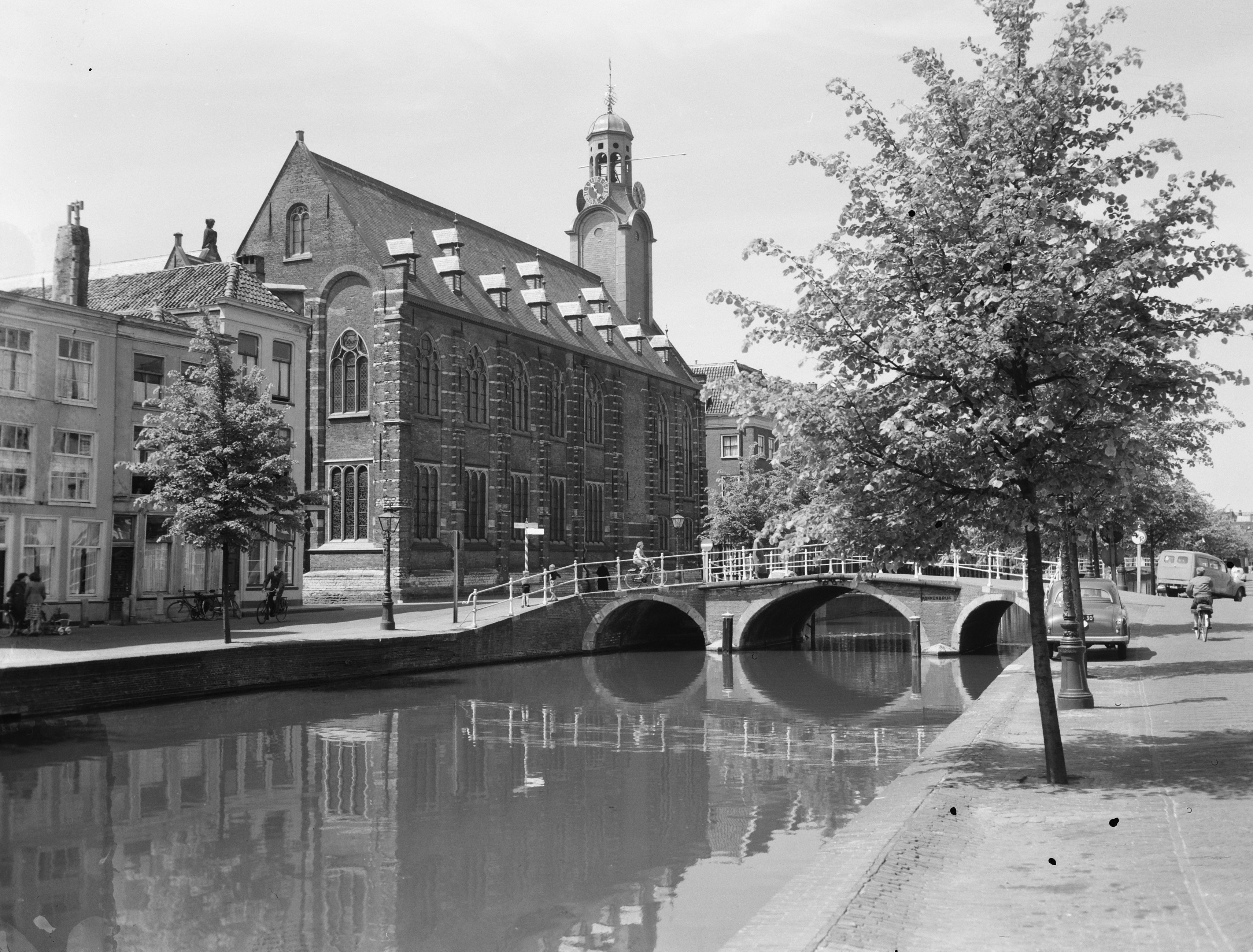
Здание Лейденского университета

Окончил начальную школу в родном Рурмонде, затем до 1882 года учился в средней школе при монастыре Ролдук. После окончания средней школы был назначен учителем в соседний посёлок Свалмен. Здесь в течение 5 лет он занимался математикой, под руководством учителя, доктора Крамиса изучал физику, химию, ботанику.
В 1887 году поехал в Лейден, посещал лекции Х. А. Лоренца, Дж. М. ван Беммелена и др. для того, чтобы получить диплом. По инициативе ван Беммелена он работал в свободное время в лаборатории неорганической химии, познакомился с преподавателем Б.Розенумом и его исследованиями, которые сыграли решающую роль в его карьере.
С 1890 года работал учителем в педагогическом колледже в Лейдене, а затем в школе общества «Маthesis Scientatiarum Gentrix» («Математика — мать наук»).
Когда в 1896 году учёный был назначен профессором Амстердамского университета,Схрейнемакерс сменил Розенбума в должности преподавателя .
7 июля 1989 года Схрейнемакерс получил известие о том, что Сенат Лейденского университета присвоил ему звание почётного доктора химии.
В 1901 году Францискус А. Схрейнемакерс был назначен на должность профессора Лейденского университета, у учёного появилась возможность посвятить себя научным исследованиям.
Основные труды физикохимика Схрейнемакерса относятся к области гетерогенных равновесий в тройных и многокомпонентных системах. Работы нидерландского учёного используются в физико-химическом анализе, петрографии, металлургии и галургии.
В 1893 году Схрейнемакерс предложил метод остатков, позволяющий определять химический состав твёрдых фаз, кристаллизующихся в тройных системах без отделения этих фаз от маточного раствора. Им были даны способы изображения равновесий в тройных (1892) и в четверных системах (1907≈09).
В 1913 году Схрейнемакерсом были рассмотрены равновесия в тройных системах с областями расслоения, а также установлены диаграммы состояния многих водно-соляных тройных и четверных систем.
Когда в мае 1940 года началось вторжение немецких войск в Нидерланды, Схрейремакерс с сёстрами перебрался в родной Рурмонд. Но их дом был разрушен и они лишились жилья. Схрейнемакерс был доставлен в больницу в тяжёлом состоянии, где и скончался.